# Ragáč
Ragáč je národní přírodní rezervace v oblasti Cerová vrchovina.
Nachází se v katastrálním území obce Hajnáčka v okrese Rimavská Sobota v Banskobystrickém kraji. Území bylo vyhlášeno či novelizováno v letech 1964, 1984, 1988 na rozloze 9,73 ha. Ochranné pásmo nebylo stanoveno.
NPR byla vyhlášena na ochranu souboru geologických a geomorfologických jevů dokumentujících finální sopečnou činnost a přirozených lesních společenstev Cerové vrchoviny s výskytem chráněných a jiných vzácných druhů rostlin a živočichů